# John Toll
John Toll (Cleveland, 15 giugno 1952) è un direttore della fotografia statunitense.
Nel 1978 ha partecipato alla lavorazione di Norma Rae, come operatore di macchina. Tra il 1995 e il 1996 ha vinto due premi Oscar per la miglior fotografia consecutivi, per i film Vento di passioni e Braveheart - Cuore impavido. 
Ha ricevuto anche una nomination nel 1999 per La sottile linea rossa di Terrence Malick.

## Filmografia

### Cinema
- Wind - Più forte del vento (Wind), regia di Carroll Ballard (1992)
- Vento di passioni (Legends of the Fall), regia di Edward Zwick (1994)
- Braveheart - Cuore impavido (Braveheart), regia di Mel Gibson (1995)
- Jack, regia di Francis Ford Coppola (1996)
- L'uomo della pioggia - The Rainmaker (The Rainmaker), regia di Francis Ford Coppola (1997)
- La sottile linea rossa (The Thin Red Line), regia di Terrence Malick (1998)
- Inganni pericolosi (Simpatico), regia di Matthew Warchus (1999)
- Quasi famosi (Almost Famous), regia di Cameron Crowe (2000)
- Il mandolino del capitano Corelli (Captain Corelli's Mandolin), regia di John Madden (2001)
- Vanilla Sky, regia di Cameron Crowe (2001)
- L'ultimo samurai (The Last Samurai), regia di Edward Zwick (2003)
- Elizabethtown, regia di Cameron Crowe (2005)
- Caccia spietata (Seraphim Falls), regia di David Von Ancken (2006)
- La setta delle tenebre (Rise: Blood Hunter), regia di Sebastian Gutierrez (2007)
- Gone Baby Gone, regia di Ben Affleck (2007)
- Tropic Thunder, regia di Ben Stiller (2008)
- È complicato (It's Complicated), regia di Nancy Meyers (2009)
- I guardiani del destino (The Adjustement Bureau), regia di George Nolfi (2011)
- L'incredibile vita di Timothy Green (The Odd Life of Timothy Green), regia di Peter Hedges (2012)
- Cloud Atlas, regia di Lana e Andy Wachowski (2012)
- Iron Man 3, regia di Shane Black (2013)
- Jupiter - Il destino dell'universo (Jupiter Ascending), regia di Lana e Andy Wachowski (2015)
- Billy Lynn - Un giorno da eroe (Billy Lynn's Long Halftime Walk), regia di Ang Lee (2016)
- Harriet, regia di Kasi Lemmons (2019)
- Matrix Resurrections (The Matrix Resurrections), regia di Lana Wachowski (2021)
- 80 for Brady, regia di Kyle Marvin (2023)

### Televisione
- I ragazzi della prateria (The Young Riders) - serie TV, 1 episodio (1989)
- Breaking Bad - serie TV, episodio 1x01 (2008)
- Sense8 – serie TV, 24 episodi (2015-2017)